# Đula Špigel
Đula Špigel (Kneževi Vinogradi,1942. – 3. studenoga 2016.), hrvatski nogometaš, nogometni trener i vinar, nagrađivan za razvitak športa i za vinarstvo

## Životopis
Rodio se je 1942. godine u staroj vinogradarskoj obitelji. Bio je igrač u trener u mnoštvu klubova po Baranji. Kao trener ostvario broje uspjehe. Cijeli je svoj život podario baranjskoj športskoj mladosti.
1960-ih je igrao u Borcu iz Kneževih Vinograda. Bio je najboji strijelac svoje momčadi. Privukao je pozornost snažnog hrvatskog zonskog ligaša Šparte iz Belog Manastira. Ondje je igrao na drugom mjestu. Igrao je halfa. U Šparti je ostao nekoliko sezona. Na amaterskom prvenstvu Hrvatske u Čakovcu igrao je za Mladost iz Čeminca.
U čeminačkoj je Mladosti uskoro preuzeo ulogu trenera. Vodio je Radnički iz Meca, čijih se trenerskih dana sa sjetom prisjećao. Iz doba velikosrpske agresije na Hrvatsku, zapamtili su ga po Baranjci kako je rehabilitirao traumatizirane prognane stanovnike Baranje. Osnovao je i trenirao ŠNK Baranju, najbolji prognanički kluba u Hrvatskoj. 1990-ih ga je trenirao u 2. HNL. Jeseni 2012. trenersku je karijeru okončao trenirajući Lastavicu iz Brestovca. Na području NS Osijek nosio je licenciju A.
Bio je viši predavač za Tjelesnu i zdravstvenu kulturu Filozofskog fakulteta u Osijeku. Krajem akademske godine 2007./2008. otišao je u mirovinu.
Nakon umirovljenja posvetio se vinarstvu i vinogradarstvu u svom podrumu u Kamencu, u kojem su stvorena vrhunska vina, nastavljajući obiteljsku tradiciju. Držao je vinograde prostiruće na dva hektara, zbog čega je bio češće na vinskoj cesti zvanoj Budžak (blizu TV odašiljača Belje) nego u vlastitoj kući u Bilju. 
Umro je 3. studenoga 2016., a pokopan je 4. studenoga 2016. na groblju u Bilju.

## Nagrade i priznanja
FIFA ga je nagradila priznanjem za razvoj i promidžbu športa.
Uspješan u vinarstvu. Na raznim ocjenjivanjima osvojio je brojne medalje. Ističu se zlatna medalja za graševinu te tri srebra - za chardonay, souvignon te cabarnet frank, sve s Baranja-festa 2012. godine.

## Vanjske poveznice
- Osmrtnica  Arhivirana inačica izvorne stranice od 18. studenoga 2016. (Wayback Machine) Komunalno - Bilje
- Rezultati 1. ocjenjivanja vina Osječko-baranjske županije Osječko-baranjska županija
- mr.sc. Đula Špigel, mr. sc. Vladimir Šumanović: Rezultati tromjesečnog programiranog kineziološkog tretmana kod učenika osnovne škole, str. 164-168, Zbornik 6. ljetne škole pedagoga fizičke kulture Republike Hrvatske, Hrvatska znanstvena bibliografija
- Prilog br.15.: Proizvođači vina na području LAG Baranja  Arhivirana inačica izvorne stranice od 5. kolovoza 2015. (Wayback Machine) Čeminac